# VM i Banecykling 2024

## VM i Banecykling 2024i Ballerup Super Arena
VM i Banecykling 2024 afholdes d. 16.-20. oktober 2024 i Ballerup Super Arena og mesterskaberne bliver dermed afholdt for tredje gang i Ballerup, ligesom man så det i 2002 og 2010.
Det forventes at op mod 50 nationer vil deltage og arrangementet bliver en af de største sportsevents på dansk jord i 2024, hvor der skal køres i alle de klassiske banediscipliner, herunder bl.a. sprint, holdsprint, keirin, holdforfølgelse, omnium og parløb.
Arrangementet arrangeres af Danmarks Cykle Union og UCI.
Den officielle hjemmeside for arrangementet findes her: https://trackcyclingworlds2024.com/